# 国鉄8300形蒸気機関車
8300形は、かつて日本国有鉄道の前身である鉄道院・鉄道省に在籍したテンダ式蒸気機関車である。

## 概要
元は、阪鶴鉄道が1906年（明治39年）にアメリカのアメリカン・ロコモティブから3両（製造番号41411 - 41413）を輸入した車軸配置2-6-0(1C)、2気筒複式の飽和式機関車である。製造工場は、スケネクタディ工場。
阪鶴鉄道ではA8形(16 - 18)と称した。1907年（明治40年）の国有化にともなって国有鉄道に移籍し、1909年（明治42年）に制定された鉄道院の車両形式称号規程では、8300形（8300 - 8302）に改番された。
形態は典型的なアメリカ古典機スタイルで、鉄道院8550形に似る。ボイラーはストレートトップ型で、第2缶胴上に蒸気ドーム、第1缶胴上に砂箱が設置されている。また、製造時から電灯式の前照灯を装備していた。シリンダはスケネクタディ式の複式で、高圧側が左、低圧側が右で、ピッツバーグ式と逆になっており、遮断弁は自動式で、2気筒複式機関車としては最も精巧なものであった。
炭水車は、片ボギー式の3軸型で非常に背が高く、水、石炭の積載量も多い。水槽は重量配分の関係から一部が床下設置になっていたのが特徴的である。
国有化後も福知山線で使用されたが、1918年（大正7年）に仙台鉄道局に移り、さらに北海道の旭川に移ったが、1925年（大正14年）5月に廃車された。複式の精緻な構造が手に余り、炭水車の背が高く入換用にも適さず、晩年は据え置きボイラー代用となっていた。
なお、廃車となった炭水車1両が1927年（昭和2年）11月下旬に苗穂工場にて16 t積水運車（貨車）に改造の上転用され、ミ355形と定められたが、1928年（昭和3年）5月の車両称号規程改正によりミム30形（ミム30）となり1934年（昭和9年）9月19日まで在籍した。また別の炭水車1両が、ロータリー式除雪車用に転用されキ300形（キ302。1941年改番により、キ600形キ602）となった。

## 主要諸元
- 全長 : 14,754mm
- 全高 : 3,838mm
- 全幅 : 2,450mm
- 軌間 : 1,067mm
- 車軸配置 : 2-6-0(1C)
- 動輪直径 : 1,321mm
- 弁装置 : スチーブンソン式アメリカ形
- シリンダー（直径×行程） : 457/737mm×610mm
- ボイラー圧力 : 12.7kg/cm2
- 火格子面積 : 1.58m2
- 全伝熱面積 : 116.9m2
  - 煙管蒸発伝熱面積 : 107.2m2
  - 火室蒸発伝熱面積 : 9.7m2
- ボイラー水容量 : 4.7m3
- 小煙管（直径×長サ×数） : 44.5mm×3,200mm×240本
- 機関車運転整備重量 : 44.54t
- 機関車空車重量 : 39.80t
- 機関車動輪上重量（運転整備時） : 38.84t
- 機関車動輪軸重（第1動輪上） : 14.02t
- 炭水車運転整備重量 : 36.23t
- 炭水車空車重量 : 15.37t
- 水タンク容量 : 17.01m3
- 燃料積載量 : 4.88t